# マンハッタン・ラグ
『マンハッタン・ラグ』は宝塚歌劇団の舞台作品。雪組公演。
形式名は「グランド・ショー」。20場。
併演作品は『鶯歌春』。
宝塚大劇場で1977年2月18日から3月23日まで公演された。東京では未公演。

## 解説
※『宝塚歌劇100年史（舞台編）』の宝塚大劇場公演のページを参照
国連ビル、セントラル・パーク、五番街、ハーレム等、ニューヨークの中心部であるマンハッタンの持つ色々な雰囲気を表現した作品。

## スタッフ
- 作・演出：小原弘稔[1]
- 作曲[2]・編曲[2]：吉崎憲治、中井光晴、奥村貢
- 編曲[2]：中野潤二、橋本和明
- 音楽指揮：橋本和明[2]
- 振付[2]：喜多弘、岡正躬、司このみ、羽山紀代美、山田卓、中川久美
- 装置：石浜日出雄[2]
- 衣装：任田幾英[2]
- 照明：今井直次[3]
- 音響：松永浩志[3]
- 小道具：万波一重[3]
- 効果：坂上勲[3]
- 合唱指導：橋本和明[3]
- 演出助手[3]：太田哲則、三木章雄
- 制作[3]：三宅征夫、平井義人
- ヘア・デザイン：和田好弘[3]